# Чжэн Тяньсян, Иосиф
Иосиф Чжэн Тянься́н (кит. трад. 鄭天祥, упр. Zhèng Tiānxiáng; 28 июня 1922  — 19 августа 1990) — католический прелат, первый епископ Гаосюна с 21 марта 1961 года по 30 октября 1979 год, член монашеского ордена доминиканцев.

## Биография
28 августа 1952 года был рукоположён в священника.
21 марта 1961 года Римский папа Иоанн XXIII назначил его епископом епархии Гаосюна. 21 мая 1961 года в Риме состоялось рукоположение Иосифа Чжэн Дяньсяна в епископы, которое совершил Римский папа Иоанн XXIII в сослужении со вспомогательным епископом Нью-Йорка Фултоном Шином и апостольским викарием апостольского викариата Эль-Обейда Эдоардо Мазоном.
Участвовал в работе I, II, III и IV сессиях II Ватиканского собора.
30 октября 1979 года вышел в отставку с персональным титулом архиепископа Гаосюна.
Скончался 19 августа 1990 года в Гаосюне.